# Podonephelium
Podonephelium es un género con siete especies de plantas de flores perteneciente a la familia Sapindaceae. 

## Especies seleccionadas
- Podonephelium balansae
- Podonephelium concolor
- Podonephelium deplanchei
- Podonephelium homei
- Podonephelium parvifolium
- Podonephelium stipitatum
- Podonephelium subaequilaterum